# マッチ・ニッカネン

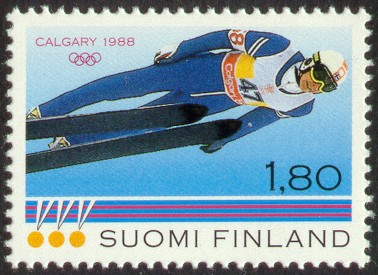
ニッカネンが描かれた切手（1988年発行）

マッチ・エンシオ・ニッカネン（よりフィンランド語に近い表記ではマッティ・エンシオ・ニュカネン、Matti Ensio Nykänen、1963年7月17日 - 2019年2月4日）は、フィンランドの中央スオミ県ユヴァスキュラ出身の元スキージャンプ選手。
映画『イーグル・ジャンプ』では主人公エディ・エドワーズと同じスキージャンプ90ｍ部門に出場し、オリンピック史を塗り替えた選手としてスウェーデンの俳優、エドヴィン・エンドレが演じた。

## 経歴
ニッカネンは1982年のオスロ世界選手権で18歳のとき個人90m級（K120、現在のラージヒル）で優勝を飾った後、1984年サラエボオリンピックでは個人70m級（K90、現在のノーマルヒル）で銀メダル、個人90m級で金メダルを獲得した。続く1988年カルガリーオリンピックでは個人70m級、90m級、団体90m級の3種目ですべて金メダルを獲得した。ワールドカップではポーランドのアダム・マリシュと共に史上最多タイの4回の総合優勝を果たしている。出身国のフィンランドでは知らぬ人はいないほどの国民的英雄でもあった。
1980年代を代表する最強のジャンパーであり、「ジャンプで恐怖を感じたことはいまだかつて一度も無いんだ」と述べる。日本では「鳥人」と呼ばれた。
1992年に歌手に転向したがこの年の12月に突然来日、翌シーズンに迫った1994年リレハンメルオリンピック出場を目指して日本の社会人チームに同行し、2年ぶりにスキーを履いて北海道名寄市での大会に参加、宮の森ジャンプ競技場など札幌市内でもトレーニングを行う。
ナショナルチームの合宿・遠征時に酒がもとでチームメイトやコーチに暴行をはたらき、メンバーを外されたことがあった。5人の女性と結婚、離婚を6回繰り返し(4～5番目の妻のメルヴィとは2001～2003年と2004～2010年の2回結婚)、2004年8月には飲み友達をナイフで刺してしまい、殺人未遂事件を起こし懲役2年2か月の実刑判決を受け服役した。ニッカネンは2005年9月に釈放されたが、4日後にメルヴィ夫人の虐待事件で再び逮捕されて有罪となり、2006年3月16日から4か月間服役した。その後も2009年12月に再びメルヴィ夫人への傷害で逮捕された。2006年1月、ニッカネンを題材とした映画『MATTI』がヨーロッパで公開された。
2019年2月4日に死去したことが明らかにされた。55歳没。前年夏に糖尿病と診断されたと伝えられていた。

## 成績
- オリンピック、世界選手権、フライング選手権は右表参照
- スキージャンプ・ワールドカップ
  - 総合優勝4回（1982/83、1984/85、1985/86、1987/88）
  - 通算46勝（2位22回3位8回）
- スキージャンプ週間
  - 総合優勝2回（1982/83、1987/88）
- ホルメンコーレン国際スキー大会
  - 優勝2回（1982年、1987年）
  - 1987年にはホルメンコーレン・メダルを授与
- スキーフライングでは1985年のスキーフライング世界選手権（プラニツァ）で当時の世界最長（191m）を記録

## 歌手としての作品
- Yllätysten yö (1992)
- Samurai (1993)
- Ehkä otin, ehkä en (2006)